# کوتاشتین یاروشنکو
کوتاشتین یاروشنکو (اوکراینی: Костянтин Юрійович Ярошенко؛ زادهٔ ۱۲ سپتامبر ۱۹۸۶) بازیکن فوتبال اهل اوکراین است.
از باشگاه‌هایی که در آن بازی کرده‌است می‌توان به باشگاه فوتبال اورال یکاترینبورگ، باشگاه فوتبال آرسنال کی‌یف، باشگاه فوتبال ماریوپول، باشگاه فوتبال متالیست خارکوف، باشگاه فوتبال شاختار دونتسک، باشگاه فوتبال چورنومورتس اودسا، و باشگاه فوتبال فورسکلا پولتاوا اشاره کرد.
وی همچنین در تیم‌های ملی فوتبال Ukraine national under-16 football team, Ukraine national under-17 football team, Ukraine national under-18 football team, Ukraine national under-19 football team، و زیر ۲۱ سال اوکراین بازی کرده‌است.